# Giles Constable
Pour les articles homonymes, voir Constable.
Giles Constable (né le 1er juin 1929 à Londres et mort le 17 janvier 2021) est un médiéviste britannique, professeur émérite de l'université de Princeton.

## Carrière universitaire
Il obtient son diplôme à l'université Harvard en 1950 et poursuit ses études à l'université de Cambridge (1952-1953). Il obtient son doctorat en 1957 à Harvard. De 1955 à 1958 il est professeur assistant à l'université d'Iowa, puis jusqu'en 1961 à Harvard, où il fait fonction de professeur associé jusqu'en 1966. En 1966-1977, il est titulaire de la chaire d'histoire médiévale Henry Charles Lea à l'université de Princeton puis de 1977 à 1984 est nommé professeur et directeur de la Dumbarton Oaks Research Library and Collection de Washington. En 1985 il obtient une chaire à l’École des études historiques (School of Historical Studies) de l’Institute for Advanced Study à Princeton. Il prend sa retraite en 2003.
Il est professeur invité à l'université de St John de Collegeville (1973), à l'Université catholique d'Amérique (1978-1984), l'université de Georgetown (1982, 1997), l'université de Princeton (1989, 1995) et l'université d'État de l'Arizona (1992, 2005).
En 2016, il fait don à la ville de Cluny de sa gigantesque collection privée, dénommée « fonds Constable » constitué de 14 000 documents sur la période médiévale, désormais accessibles aux chercheurs,.

## Champ de recherches
Constable s'est principalement intéressé à la religion et la culture des XIe et XIIe siècles, spécialement pour l'abbaye de Cluny et son abbé, Pierre le Vénérable, mais aussi pour l'Empire byzantin.

## Participation à diverses revues et sociétés
Il a été membre du conseil scientifique de la Revue d'histoire ecclésiastique (1964-1975), des Études méditerranéennes (1991-2002). Il est consultant de Medievalia et Humanistica depuis 1969, de la Revue Mabillon depuis 1990, de la revue Le Moyen Âge depuis 199) et de Sacris Erudiri depuis 1999.
Il est élu membre de la Medieval Academy of America en 1971, de l'American Philosophical Society, en 1994), l'Académie bavaroise des sciences, la British Academy et l'Accademia Nazionale dei Lincei.

## Honneurs et distinctions
Il a reçu des doctorats honoris causa de l'université Panthéon-Sorbonne, de l'université de Georgetown, de l'université Longwood et de l'Institut pontifical d'études médiévales de l'Université de Toronto. Il est fait chevalier de la Légion d'honneur en 2018.

## Publications
- (en) Petrus Venerabilis 1156−1956 : Studies and Texts Commemorating the Eighth Centenary of his Death, Rome, coll. « Studia Anselmiana » (no 40), 1956, 255 p. il y fait trois contributions :
  - (en)« The Letter from Peter of St John to Hato of Troyes », p. 38–52
  - (en)« The Vision of a Cistercian Novice », p. 95–98
  - (en)« Manuscripts of Works by Peter the Venerable », p. 219–42
- (en) Monastic Tithes from their Origins to the Twelfth Century, Cambridge, coll. « Cambridge Studies in Medieval Life and Thought » (no 10), 2008 (1re éd. 1964) (ISBN 978-0-521-07276-2)
- (en) The Letters of Peter the Venerable, vol. 2, Cambridge (Massachusetts), coll. « Harvard Historical Studies » (no 78), 1967[9]
- avec Bernard Smith : Libellus de diversis ordinibus et professionibus qui sunt in aecclesia, Oxford, Oxford Medieval Texts, 2003 (1re éd. 1972)
- avec Janet Martin : (en) Peter the Venerable : Selected Letters, Toronto, coll. « Toronto Medieval Latin Texts » (no 3), 1974
- Consuetudines benedictinae variae (Saec. XI-Saec. XIV), Siegburg, coll. « Corpus Consuetudinum monasticarum » (no 6), 1975
- (en) Medieval Monasticism : A Select Bibliography, Toronto, coll. « Toronto Medieval Bibliographies » (no 6), 1976
- (en) Letters and Letter-Collections, Turnhout, coll. « Typologie des sources du Moyen Âge latin » (no 17), 1976
- (en) Religious Life and Thought (11th-12th Centuries), Londres, 1979
- (en) Cluniac Studies, Londres, 1980
- avec Alexander Kazhdan: (en) People and Power in Byzantium : An Introduction to Modern Byzantine Studies, Washington, 1982
- avec Robert Benson : (en) Renaissance and Renewal in the Twelfth Century, Cambridge (Massachusetts), 1982
- avec R. B. C. Huygens : Apologiae duae : Gozechini epistola ad Walcherum, Burchardi, ut videtur, abbatis Bellevallis apologia de barbis, Turnhout, coll. « Corpus Christianorum: Continuatio mediaeualis » (no 62), 1985
- (en) Monks, Hermits and Crusaders in Medieval Europe, Londres, 1988
- avec Theodore Evergates : (en) The Cartulary and Charters of Notre-Dame of Homblières, on the basis of material prepared by William Mendel Newman, Cambridge (Massachusetts), coll. « Medieval Academy Books » (no 97), 1990
- avec Elizabeth H. Beatson, Luca Dainelli : (en) The Letters between Bernard Berenson and Charles Henry Coster, Florence, 1993
- (en) Three Studies in Medieval Religious and Social Thought, Cambridge, 1995
- (en) Culture and Spirituality in Medieval Europe, Aldershot, 1996
- (en) The Reformation of the Twelfth Century, Cambridge, 1996
- avec Gert Melville, Jörg Oberste: (de) Die Cluniazenser in ihrem politisch-sozialen Umfeld, Münster, 1998
- (en) Cluny from the Tenth to the Twelfth Century, Aldershot, 2000 (ISBN 0-86078-815-6 et 978-0-86078-815-7)
- avec William Connell : (en) Sacrilege and Redemption in Renaissance Florence : The Case of Antonio Rinaldeschi, Toronto, 2005
- avec Bernard Smith:(en) Three Treatises from Bec on the Nature of Monastic Life, Toronto, coll. « Medieval Academy Books » (no 109), 2008 (lire en ligne)
- (en) Crusaders and Crusading in the Twelfth Century, Ashgate, Farnham and Burlington, 2008
- (en) The Abbey of Cluny, A Collection of Essays to Mark the Eleven-Hundredth Anniversary of its Foundation, Berlin - Münster, Lit Verlag, coll. « Vita regularis: Abhandlungen » (no 43), 2010, 568 p. (ISBN 978-3-643-10777-0, lire en ligne)